# Dora Schwarzberg
Dora Schwarzberg, all'anagrafe Izidora Shvartsberg (Tashkent, 27 marzo 1946), è una violinista e insegnante di musica austriaca.

## Biografia
Nata in una famiglia di musicisti di un teatro ebraico; il padre proveniva dalla Romania, la madre da Kiev. Ha vissuto con i suoi genitori a Nikolaev (1949-1955). Si è laureata presso la scuola di Musica P. S. Stolyarskogo a Odessa (insegnante Benjamin Mordkovich). Laureata presso il Conservatorio di Mosca (1966-1971). Nel 1969 ha preso il 4 ° posto al Concorso Internazionale Paganini; Ha costantemente collaborato in duo con il pianista Boris Petrushansky con cui, nel 1971, vinse il secondo posto al Concorso ARD di Monaco di Baviera.
Emigrata in Israele nel 1973, dopo il matrimonio si è trasferita a New York. Si è regolarmente esibita nelle sale da concerto d'Europa e d'America, dal 1989 annualmente in tour in Russia. Lei è nota per il suo duetto con il violoncellista Jorge Bosso in Argentina e per il duo insieme con Martha Argerich. Dora Schwarzberg è stata partecipante e vincitrice di numerosi concorsi musicali e festival internazionali, tra cui il Festival Internazionale di Arti Sakharov. Pluripremiata violinista, ha avuto tra le sue collaborazioni personali ed artistiche musicisti come J. Yankelevich, V. Berlinsky, A. Schtern, I. Stern, D. Delay, Y. Menuhin. "il violino deve parlare e piangere!" le ricordava spesso suo padre e non c'è ombra di dubbio che il violino di Dora Schwarzberg non solo recita ma riesce a toccare le corde più profonde dell'animo di chi l'ascolta. La musica come stile di vita, più che come passione. Musicista raffinatissima, collabora stabilmente nei festivals più importanti, con colleghi quali M. Argherich, J. Bashmet, B. Berezovsky, M. Drobinsky, D. Geringas, P. Gililov, N. Imai, A. Rabinovitch, M. Maisky, D. Rossi, A. Rudin, e Romain Garioud solo per citarne alcuni.
Numerose sono le registrazioni discografiche al suo attivo. Ultima in ordine di tempo, la registrazione di celebri sonate di Claude Debussy, César Franck, Robert Schumann, in duo con Martha Argerich.
Parallelamente all'intensa attività concertistica, Dora Schwarzberg svolge con passione ed estrema dedizione l'attività pedagogica. Docente presso l’Hochschule für Musik di Vienna e l’Accademia di Musica di Pinerolo, segue personalmente la crescita artistica e musicale di giovani violinisti provenienti da tutto il mondo, la maggior parte dei quali, vincitori di prestigiosi concorsi internazionali e ricoprenti ruoli principali nelle orchestre e nelle formazioni cameristiche più rinomate. Regolarmente invitata quale membro di giuria di numerosi concorsi internazionali, tiene numerose Masterclass in Europa, Cina, Giappone, Stati Uniti d’America, Paesi Baltici, Russia. Tra gli studenti - Patricia Kopachinskaya, Marianna Vasilyeva, Daniel Lozakovich.